# Dag Tuvelius
Dag Jonas Percy Tuvelius, född 14 april 1956, är en svensk journalist och präst i Svenska kyrkan.

## Karriär
I augusti 1992 blev han redaktionschef för Sveriges Radios religionsredaktion (redaktionen för religion och livsåskådning) och förblev det i flera år. Han har varit reporter för programmet Människor och tro i Sveriges Radio P1 och programledare för P1-programmet Andrum. Tillsammans med Erik Lindfelt ledde han P1:s kyrkovalsvaka från Uppsala i samband med kyrkovalet 2001. Dag Tuvelius har även skapat P1-programmet Filosofiska rummet.
I augusti 2002 lämnade Tuvelius Sveriges Radio och gick över till Sveriges Television som producent och samordnade på deras livsåskådningsredaktion.
Dag Tuvelius var chefredaktör för Kyrkans Tidning mellan 2005 och 2010.
Tuvelius valdes 2014 in i styrelsen för Sveriges Television AB.